# Abkauen

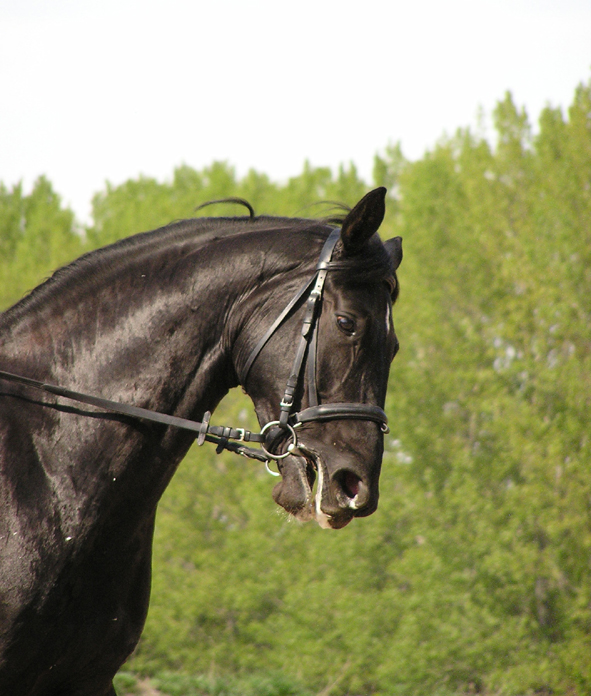
Abkauen des Pferdes

Als Abkauen bezeichnet man die Kaubewegungen des Pferdes beim Reiten.
Geht ein Pferd korrekt am Zügel, so hat es einen leichten Druck auf den Laden – den zahnfreien Räumen zwischen Schneide- beziehungsweise Eckzähnen und Backenzähnen im Unterkiefer. Dieser Druck regt, wie beim Fressen, die Tätigkeit der Ohrspeicheldrüse an, was seinerseits das Pferd zum Kauen bringt. Diese Reaktion fördert die Lockerung der Halsmuskulatur und ist daher beim Reiten sehr erwünscht.